# توشینوبو کاوای
توشینوبو کاوای (انگلیسی: Toshinobu Kawai؛ زادهٔ ۱۹ دسامبر ۱۹۶۷) اسکیت‌باز سرعت اهل ژاپن است.